# Enugu (ciutat)
Enugu (igbo: Énugwú) és la capital de l'Estat d'Enugu i de la regió cultural d'Igboland, al sud-est de Nigèria. Segons el cens del 2006, la ciutat té una població de 722.664 habitants. El nom d'Enugu deriva de dos paraules en llengua igbo: Énú Ụ́gwụ́, que signifiquen "Cap del Turó", en referència a la seva orografia.
Els nikes, subgrup humà dels igbos, van poblar la zona de l'actual ciutat al segle xvii. L'Imperi Britànic va establir-hi el Protectorat de Nigèria Meridional el 1900. Quan els colonialistes britànics hi van descobrir mines de carbó, hi van construir una línia de ferrocarril que va unir Enugu amb Port Harcourt, ciutat creada per l'exportació de la colònia. Així, Enugu va esdevenir una de les poques ciutats de l'Àfrica Occidental que van ser creades pel contacte amb els europeus. El 1958 Enugu ja tenia més de 8000 miners. Tot i això, al'actualitat no és significativa l'activitat minera a la ciutat.
El 1960, amb la independència de Nigèria, Enugu va esdevenir la capital de la Regió Oriental del país. Posteriors canvis en l'organització administrativa territorial van fer que el 1991 va esdevindre la capital de l'actual Estat d'Enugu. El 30 de maig del 1967 Enugu fou proclamada capital de la República de Biafra; per això la ciutat és coneguda com la "Capital d'Igboland". Quan Enugu fou presa per l'exèrcit nigerià, la capital de Biafra es va traslladar a Umuahia.
En l'actualitat, les indústries més importants de la ciutat són els mercats urbans i fàbriques d'ampolles. Enugu ha esdevingut la localització preferida dels directors de cinema nigerians per a fer les filmacions i ha guanyat el nom de "Nollywood". L'aeroport principal d'Enugu és l'Aeroport Internacional Akanu Ibiam. El campus universitari més important, de la Universitat de Nigèria, Nsukka, està situat a Naukka, ciutat al nord d'Enugu.

## Geografia

### Topografia
Tot i que el seu nom significa "Cap d'amunt del Cim" en la llengua igbo, Enugu està als peus d'un cingle, i no al capdamunt. Enugu is located in the Cross River basin La ciutat està a la conca del riu Cross. i és a la zona més rica en carbó de la regió. A la regió de la ciutat hi ha una capa de carbó del Cretaci i del Terciari que s'ha sobreposat a la capa de roca precambriana més antiga. Les reserves de carbó del districte d'Enugu s'han estimat en més de 300 milions de tones. Les terres altes d'Enugu arriben fins als 1000 metres per damunt del nivell del mar. Les terres altes del voltant d'Enugu són de gres i les terres baixes són de shale (roca sedimentària clàstica de gra fi composta per fang i petits fragments d'altres minerals de la mida del llim, sobretot quars i calcita). La majoria de l'extenció escarpada que va d'Enugu a Orlu ha patit l'erosió del sòl. A Enugu hi ha el Llac Nike, i els rius Ekulu (el més important i és la principal font d'aigua de la ciutat.
), Asata, Ogbete, Aria, Idaw i Nyaba.

### Paisatge i arquitectura
L'edifici de l'African Continental Bank és el més alt d'Enugu. La seva torre es va inaugurar el 1959. L'hotel Presidential és un dels altres edificis més alts d'Enugu. Al centre de la ciutat hi ha la Michael Okpara Square; en aquesta hi ha la Casa del Govern de l'Estat d'Enugu, el Parlament de l'Estat d'Enugu i el complex judicial de l'estat.
Als voltants de la ciutat hi ha mines de carbó, la majoria tancades.
El disseny arquitectònic de l'Enugu dels primers temps va estar en mans de l'administració colonial britànica; això fa que la ciutat tingui una arquitectura molt europea. Els europeus que s'hi van instal·lar van fer construir cases victorianes a principis del segle xx i després van començar a adaptar la seva arquitectura al clima tropical. Les esglésies construïdes a l'època colonial també són altres exemples d'arquitectura europea, per exemple la Holy Ghost Cathedral. La colonització britànica també va deixar empremta en els carreres d'Enugu.

### Climatologia
Enugu està localitzada en una zona climàtica de bosc tropical plujós amb una sabana derivada. La ciutat té un clima de sabana. El clima de la ciutat és humit, sobretot entre el març i el novembre. La seva temperatura mitjana és de 26,7 °C. Igual que a l'Àfrica Occidental l'estacionalitat està dividida en estació seca i estació humida. La pluviometria anual mitjana d'Enugu està als voltants dels 2000 mm anuals, però aquesta és intermitent i molt extrema durant l'estació humida. El vent Harmattan és característic del clima de la ciutat entre el desembre i el gener. En general, a Enugu hi ha una temperatura alta durant tot l'any.
| Dades climàtiques a Enugu          | Dades climàtiques a Enugu | Dades climàtiques a Enugu | Dades climàtiques a Enugu | Dades climàtiques a Enugu | Dades climàtiques a Enugu | Dades climàtiques a Enugu | Dades climàtiques a Enugu | Dades climàtiques a Enugu | Dades climàtiques a Enugu | Dades climàtiques a Enugu | Dades climàtiques a Enugu | Dades climàtiques a Enugu | Dades climàtiques a Enugu |
| Mes                                | gen                       | febr                      | març                      | abr                       | maig                      | juny                      | jul                       | ag                        | set                       | oct                       | nov                       | des                       | anual                     |
| ---------------------------------- | ------------------------- | ------------------------- | ------------------------- | ------------------------- | ------------------------- | ------------------------- | ------------------------- | ------------------------- | ------------------------- | ------------------------- | ------------------------- | ------------------------- | ------------------------- |
| Màxima rècord °C (°F)              | 36.9 (98.4)               | 37.6 (99.7)               | 38.5 (101.3)              | 36.4 (97.5)               | 34.2 (93.6)               | 33.2 (91.8)               | 32.9 (91.2)               | 32.3 (90.1)               | 32.5 (90.5)               | 34.1 (93.4)               | 34.8 (94.6)               | 36.5 (97.7)               | 38.5 (101.3)              |
| Màxima mitjana °C (°F)             | 34 (93)                   | 35 (95)                   | 35 (95)                   | 34 (93)                   | 32 (90)                   | 31 (88)                   | 30 (86)                   | 30 (86)                   | 30 (86)                   | 31 (88)                   | 33 (91)                   | 33 (91)                   | 32 (90)                   |
| Mitjana diària °C (°F)             | 27 (81)                   | 29 (84)                   | 29.5 (85.1)               | 29 (84)                   | 27.5 (81.5)               | 27 (81)                   | 26 (79)                   | 26 (79)                   | 26 (79)                   | 26.5 (79.7)               | 27.5 (81.5)               | 26.5 (79.7)               | 27 (81)                   |
| Mínima mitjana °C (°F)             | 20 (68)                   | 23 (73)                   | 24 (75)                   | 24 (75)                   | 23 (73)                   | 23 (73)                   | 22 (72)                   | 22 (72)                   | 22 (72)                   | 22 (72)                   | 22 (72)                   | 20 (68)                   | 22 (72)                   |
| Mínima rècord °C (°F)              | 10.3 (50.5)               | 15.9 (60.6)               | 19.8 (67.6)               | 20.9 (69.6)               | 20.6 (69.1)               | 20.1 (68.2)               | 20.2 (68.4)               | 20.5 (68.9)               | 20.0 (68)                 | 17.4 (63.3)               | 13.5 (56.3)               | 9.8 (49.6)                | 9.8 (49.6)                |
| Precipitació mitjana mm (polzades) | 19 (0.75)                 | 15 (0.59)                 | 70 (2.76)                 | 130 (5.12)                | 217 (8.54)                | 252 (9.92)                | 242 (9.53)                | 237 (9.33)                | 292 (11.5)                | 201 (7.91)                | 12 (0.47)                 | 8 (0.31)                  | 1.695 (66,73)             |
| Mitjana de dies de precipitació    | 1                         | 1                         | 4                         | 7                         | 12                        | 14                        | 16                        | 15                        | 18                        | 12                        | 1                         | 1                         | 102                       |
| Mitjana mensual d'hores de sol     | 186                       | 174                       | 183                       | 183                       | 186                       | 153                       | 118                       | 118                       | 123                       | 174                       | 219                       | 217                       | 2.034                     |
| Font: The Weather Network          |                           |                           |                           |                           |                           |                           |                           |                           |                           |                           |                           |                           |                           |

## Història

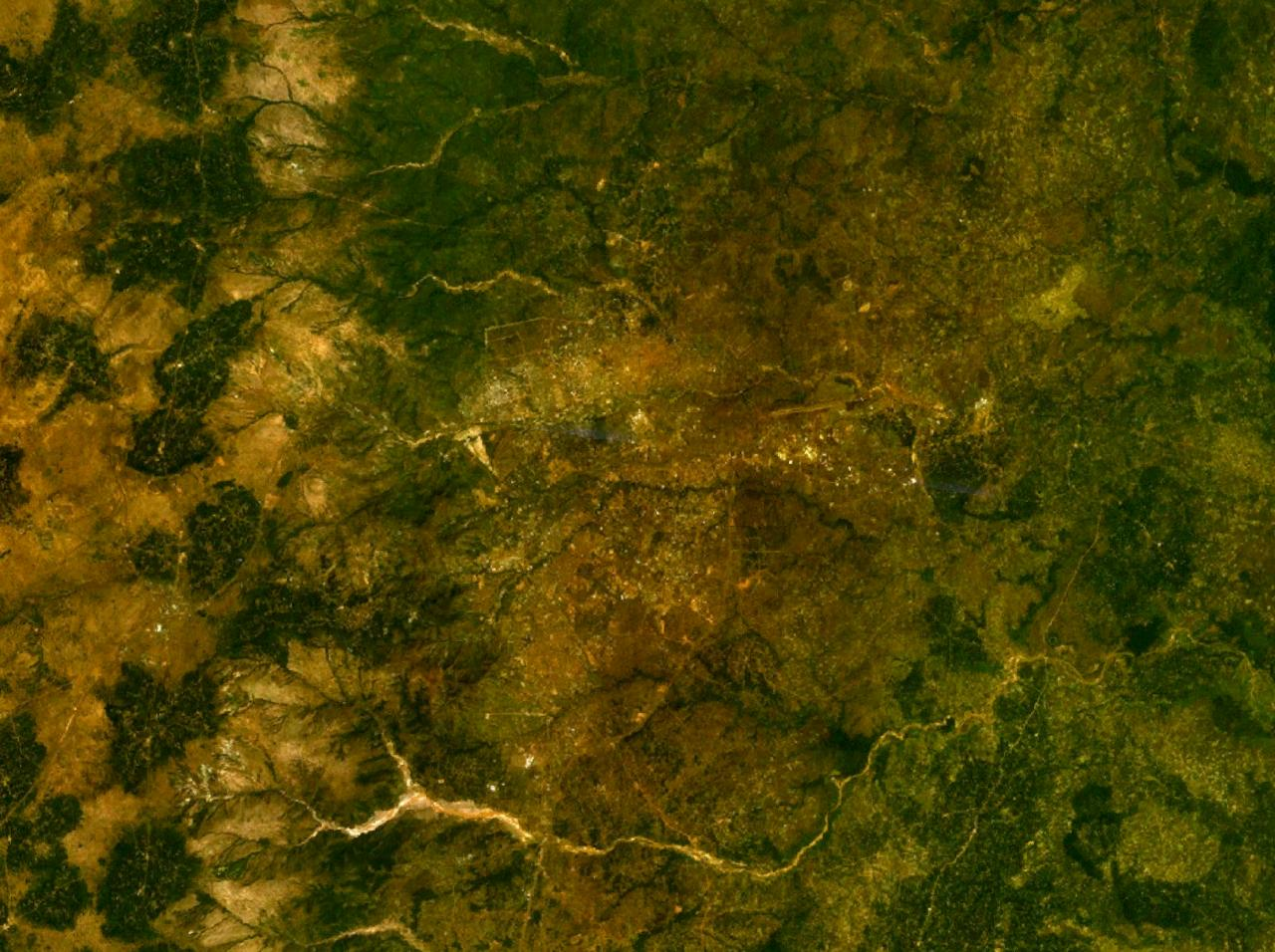
Imatge per satèl·lit d'Enugu i els seus voltants. Es pot veure el cingle de color groc. A sota la ciutat es pot veure el riu Nyaba

### Primers temps
La petita població d'Ogui va ser el primer assentament humà a la zona d'Enugu; aquest va existir a partir de l'època del comerç d'esclaus atlàntic. En llengua igbo, Nike significa fortalesa o poder. La gent que vivia al voltant del llac Nike van adquirir les seves terres i riqueses a través de les incursions esclavistes (per a capturar esclaus). Les comunitats de Nike utilitzaven l'esclavitud en les seves estratègies defensives. El poble Nike fou aliat dels aros que van formar la Confederació Aro (1690-1901), una organització igbo que controlava el comerç d'esclaus a la zona d'Enugu. Els hauses van arribar juntament amb els aros a la regió pel comerç. Els comerciants hauses venien cavalls als nikes. Els aros i els hauses van tornar a marxar d'Enugu i per això són considerats estrangers a la zona.

### Època colonial i industrialització

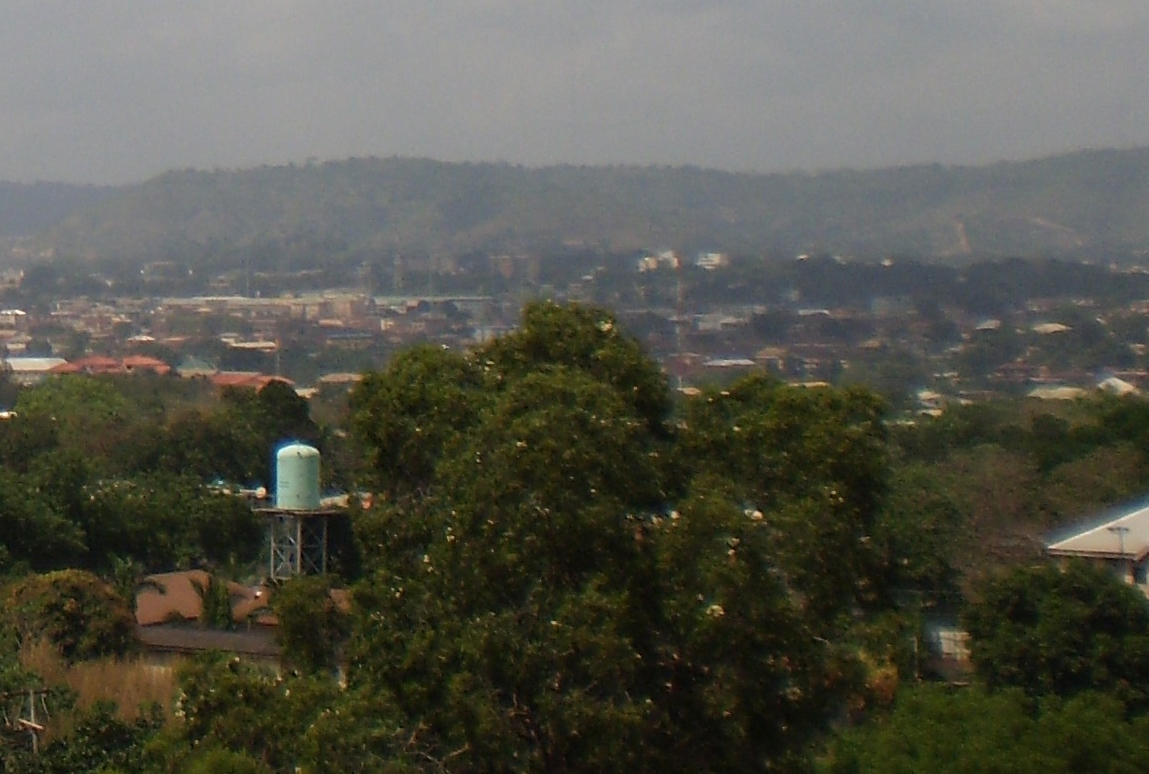
panorama d'Enugu

L'`Imperi Britànic va fer na campanya militar per a dominar la zona el 1901. La Guerra Anglo-Aro va començar oficialment l'1 de desembre del 1901 i va durar fins al 24 de març del 1902. La derrota dels aros va significar el final de la Confederació Aro. Així, la zona d'Enugu va passar a formar part de l'Imperi Britànic, concretament al Protectorat de Nigèria Meridional. El 1903 van arribar a Enugu els europeus. Hi va haver una expedició del geòleg britànic-australià Albert Ernest Kitson que buscava recursos minerals sota la supervisió del Commonwealth Institute. El 1909 es va trobar carbó a la vil·la d'Enugwu Ngwo i el 1913 es va confirmar que la seva explotació era viable econòmicament. El 1914 es va formar el Protectorat i Colònia de Nigèria, amb la unió del Protectorat de Nigèria Meridional i el Protectorat de Nigèria Septentrional.

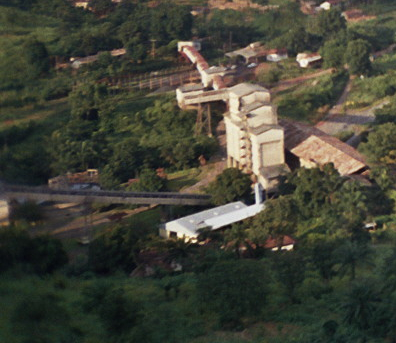

El 1915 els britànics van començar a parlar amb els igbos per a adquirir la zona i fer arribar el ferrocarril a la zona i començar a construir la ciutat d'Enugu. Els primers habitatges que hi construïren foren cases tradicionals igbos que van servir per allotjar els primers colons europeus. La primera mina de carbó de la zona d'Enugu fou la mina Udi, oberta el 1915 però clausurada el 1917, quan fou reemplaçada per la mina d'Iva Valley. Enugu va esdevenir l'única zona d'extracció important de carbó d'Àfrica Occidental. El 1916 es va acabar la línia de ferrocarril que unia la ciutat amb Port Harcourt i que possibilitava l'exportació de carbó.
Enugu és una de les úniques ciutats d'Àfrica Occidental que fou creada pels europeus i el 1917 va obtenir el títol de ciutat. Els barris africans van experimentar un ràpid creixement degut a l'influx de població de les zones rurals que hi anaven per a treballar a les mines.
El 1938 Enugu va esdevenir la capital de la Regió Oriental de Nigèria. El 1948 la ciutat ja tenia 8000 miners i el 1958 va arribar a tenir una població de 62.000 habitants. Algunes vegades, els miners d'Enugu van provocar revoltes, com el 18 de novembre del 1949, quan van morir 21 miners i 51 foren ferits per la policia.

### Independència, Guerra de Biafra i món actual
El 1956 Enugu va esdevenir un municipi i Umaru Altine fou el seu primer alcalde. El 1960 Nigèria va obtenir la independència. El 27 de maig del 1967 va dividir les tres antigues regions (Occidental, Septentrional i Oriental) en 12 estats i Enugu va esdevenir la capital del nou Estat Est-Central.
El 30 de maig del 1967 Enugu es convertí en la capital de la República de Biafra quan aquesta es va separar de Nigèria. Biafra es va voler independitzar de Nigèria després d'enfrontaments amb altres grups humans nigerians. Els rivals principals dels nigerians orientals (la majoria, igbos) eren els hausses/fulanis del nord de Nigèria. La guerra (1967-1970) va enfrontar els nigerians amb els biafrans i molts emigrants igbos del nord i l'oest de Nigèria van retornar a Igboland. A Enugu s'hi va establir Radio Biafra; des d'aquesta, el líder biafrà Chukwuemeka Odumegwu Ojukwu transmetia les seves idees a la resta de Nigèria. La guerra va provocar un èxode dels no-igbos d'Enugu. El 4 de novembre del 1967 la ciutat fou bombardejada per artilleria de l'exèrcit nigerià i quan la ciutat va caure una setmana després, Umuahia va esdevenir la nova capital de Biafra. Avui en dia, molts anys després d'aquesta guerra, Enugu encara és coneguda com la "Capital d'Igboland".
Quan es va acabar la guerra de Biafra i aquest nou estat es va dissoldre el 1970, Enugu va tornar a ser la capital de l'estat Est-Central. El 3 de febrer del 1976 aquest estat es va dividir en els estats d'Imo i d'Anambra i Enugu va esdevenir la capital d'Anambra. El 27 d'agost del 1991 el dictador militar Ibrahim Babangida va tornar a dividir l'estat en dos: l'Estat d'Enugu (la capital del qual és la ciutat d'Enugu) i el d'Anambra.

## Govern i divisió territorial
A Enugu hi ha tres NGAs: Enugu East, Enugu North i Enugu South. A cadascuna d'aquesta hi ha un Consell de Govern que té competències en educació primària i salut; un Cap Executiu i un grup de consellers electes que la governa. Enugu South té governs diferents per la seva zona urbana i la seva zona rural.
La Casa del Gover d'Enugu és la seu del govern de l'Estat d'Enugu. A nivell federal, Enugu té dues zones congressionals: Enugu North/South i Enugu East.

## Demografia i etnicitat
| Evolució de la població d'Enugu |          |
| Any                             | Població |
| 1921                            | 3,170    |
| 1931                            | 12,959   |
| 1953                            | 62,764   |
| 1963                            | 138,457  |
| 1982                            | 349,873  |
| 1983                            | 367,567  |
| 1984                            | 385,735  |
| 1987                            | 446,535  |
| 1991                            | 407,756  |
| 2002                            | 595,000  |
| 2006                            | 722,664  |

Segons el cens de Nigèria del 2006 la zona metropolitana d'Enugu té una població estimada de 722.664 habitants. Tot i això, la gent del sud-est de Nigèria pensa que l'estat no dona les dades reals de la població i l'acusa de fer augmentar la població del nord del país i de fer disminuir la del sud.
La majoria de la població d'Enugu és cristiana tal com passa en general al sud-est de Nigèria. De la mateixa manera que a la resta de Nigèria, a Enugu hi ha molts parlants d'anglès nigerià a més a més de la llengua predominant de la seva zona, que a Enugu és l'igbo. L'anglès nigerià o pidgin (barreja de lèxic anglès i indígena) es fa servir sobretot degut a la gran varietat dialectal de la llengua igbo. Enugu està situada al nord de la regió igbo, que inclou ciutats com Akwa i Nsukka.
Entre els grups humans d'Enugu hi ha els Ogui Nike ue viuen al voltant de l'Hotel Presidential, Obiagu, Ama-Igbo, Ihewuzi i Onu-Asata. Altres grups són els Awkunanaws que viuen sobretot a les zones d'Achara Layout i Uwani. El poble Enugwu Ngwo viu a l'oest de la ciutat. Al voltant de les zones d'Abakpa, Iji-Nike i Emene hi viuen altres pobles Nikes. La majoria dels grups humans no indígenes són immigrants d'altres zones d'Igboland. Anteriorment hi havia hagut poblacions significants de iorubes, hausses i fulbes.

### Criminalitat
El 2009 va augmentar l'índex de criminalitat al sud-est de Nigèria. Entre els mesos de setembre i desembre d'aquest any s'hi produïren molts segrestos i robatoris armats. A finals del mateix any a Enugu es van fer més de mil arrestos. Els principals motius d'aquests segrestos eren econòmics. Aquest augment de la criminalitat ha estat atribuït a l'augment de la taxa d'aturats.

## Cultura i oci
Enugu té trets culturals conjunts amb les altres ciutats del nord d'Igboland. Els dos principals festivals anuals de la ciutat són el Mmanwu i el New yam. El primer se celebra al novembre i s'hi celebren diverses mascarades. El New Yam Festival se celebra entre agost i octubre i festeja la collita de nyam. El nyam és un símbol cultural pels igbos. Hi ha altres festes més recents com el Festival d'Arts i el Festival de tradicions i cultures africanes.
Les principals atraccions turístiques són les Muntanyes Udi els parcs urbans com el Murtala Muhammed Park, les antigues mines de carbó obertes al turisme, la Galeria d'Art i Escultures de l'IMT, l'edifici de l'antiga seu del parlament de la Regió Oriental de Nigèria, el zoo d'Enugu i un museu nacional.

### Música
A la dècada del 1950 Enugu va esdevenir un important centre del gènere musical highlife de Nigèria. Els igbos van crear el "blues igbo" o música del vi de palma que posteriorment es va popularitzar al Camerun Meridional, zona molt influenciada per la cultura igbo.
Alguns dels músics més destacats d'Enugu són Sonny Okosun (músic d'afrobeat, Celestine Ukwu i 2FAce Ibidia (músic de hip hop i rhytm and blues).

### Mitjans de comunicació i literatura
A Enugu s'editen els periòdics en anglès Daily Star, Evening Star i The Renaissance i New Renaissance. El 1955 es va començar a editar el periòdic Eastern Sentinel (fins als 1960).
A Enugu hi ha estacions de ràdio en anglès, igbo, ibibi, llengües ijo i llengua tiv. També hi ha una televisió estatal (ESBS-TV). Enugu és la segona ciutat en què es filmen més pel·lícules de Nigèria, després de Lagos i és el centre cinematogràfic de l'est del país. El 2007 es va celebrar a Enugu el primer festival de cinema de l'estat, l'Enugu International Film Festival.
A Enugu hi van viure autors literaris molt destacats: Chinua Achebe va viure-hi entre el 1958 i el 1967 quan va marxar a Lagos degut a la Guerra de Biafra; el poeta Christopher Okigbo també hi va viure a finals de la dècada del 1960, a l'època de la Guerra de Biafra; va néixer a Enugu el 1977 i va créixer a Nsukka.

### Esports
A Enugu hi ha el club de futbol Enugu Rangers que juga a la Premier League de Nigèria que té la seu a l'Estadi Nnamdi Azikiwe. Jay-Jay Okocha i Taribo West són dos dels jugadors més destacats que hi van jugar. La ciutat va ser una seu de la Copa del Món de Futbol Sub-17 del 2009. Gràcies a això el seu principal estadi de futbol fou renovat i se li va instal·lar una nova herba artificial.

## Economia
Amb el sobrenom de Ciutat del carbó, l'economia d'Enugu de principis del segle xx depenia de les mines de carbó. Aquesta indústria va ser la que va provocar el creixement de la ciutat. El 1950 s'hi va crear la Nigerian Coal Corporation. La creació de la línia ferroviària va unir la ciutat amb el port marítim de Port Harcourt i amb la ciutat de Kaduna. La Guerra de Biafra va devastar greument l'economia d'Enugu i hi va minvar la producció minera per la destrucció d'equipaments miners. En l'actualitat, la indústria carbonífera no és la més important de la ciutat i moltes mines estan inactives. A Enugu també hi ha extraccions mineres de ferro, marbre i diòxid de silici.

Amb el sobrenom de Ciutat del carbó, l'economia d'Enugu de principis del segle xx depenia de les mines de carbó. Aquesta indústria va ser la que va provocar el creixement de la ciutat. El 1950 s'hi va crear la Nigerian Coal Corporation. La creació de la línia ferroviària va unir la ciutat amb el port marítim de Port Harcourt i amb la ciutat de Kaduna. La Guerra de Biafra va devastar greument l'economia d'Enugu i hi va minvar la producció minera per la destrucció d'equipaments miners. En l'actualitat, la indústria carbonífera no és la més important de la ciutat i moltes mines estan inactives. A Enugu també hi ha extraccions mineres de ferro, marbre i diòxid de silici.
La ciutat té indústries de producció d'ampolles i de begudes no alcohòliques, una planta automobilística de la Mercedes, i altres indústries i manufactures de ciment, acer, ceràmica, amiant, petroli i del sector farmacèutic. La companyia aèria Sosoliso Airlines hi va tenir la seva seu principal.
L'antiga regió Oriental de Nigèria va arribar a produir la meitat de la producció mundial d'oli de palma. La Guerra de Biafra va fer declinar la producció de l'oli de palma degut a la destrucció de moltes plantacions. La guerra també va provocar la caiguda dels altres productes agroalimentaris de la zona: coco, cacauet, tapioca, cautxú i cotó. Per això, la seva zona, que havia estat exportadora d'aliments, va passar a haver d'importar productes alimentaris.

## Educació

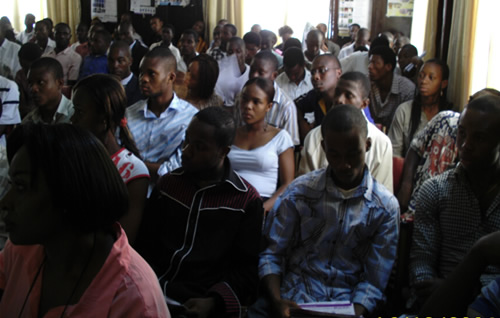
Estudiants a Enugu

Enugu té tres institucions d'educació superior principals: l'Enugu State University of Science &Technology (ESUT), la University of Nigeria de Nsukka (UNN) i l'Institute of Management & Technology (IMT). A la ciutat també hi ha la seu de l'Our Savior Institute of Science and Technology, una escola politècnica. Algunes de les seves escoles d'educació secundària més important són el College of the Immaculate Conception (CIC) (1940), el Holy Rosary College (HRC) (1943), el Colliery Comprehensive Secondary School, el Queen's Secondary School, el Federal Government College, entre d'altres. A Enugu també hi ha la institució universitària University Teaching Hospital (UNTH).

## Sanitat
A Enugu hi ha els hospitals universitaris de l'ESUT (Enugu State University of Science and Technology) i de la Universitat de Nigèria, Enugu. Altres hospitals són el Park Lane General Hospital, el Peenok Medical Center, el Hansa Clinic el Niger Foundation Hospital and Diagnostic Centre i el Ntasi Obi Ndi no n'Afufu Hospital, entre d'altres.
La majoria dels hospitals d'Enugu són de gestió privada. Els hospitals governamentals són l'UNTH i el National Orthopaedic Hospital. La majoria dels hospitals de la ciutat tenen equipaments deficients. Molts d'aquests hospitals han estat ajudats per la cooperació internacional. L'estat d'Enugu ha establert medicina gratuïta per les dones prenyades i per tots els infants menors de cinc anys. A l'estat d'Enugu el 6,5% de la seva població està afectada per la SIDA, cosa que representa un dels índexs més alts de Nigèria.

## Transport i comunicacions
Enugu està unida a Port Harcourt per ferrocarril. Els principals sistemes de transport de la ciutat són els taxis i els autobusos. El 2009 es van prohibir l'ús de les motos motos (Okada) per al transport públic.
El principal aeroport de l'Estat d'Enugu és l'Aeroport Internacional Akanu Ibiam. Aquest està enllaçat amb la ciutat per busos i taxis.
L'autopista A3 que uneix Enugu amb Port Harcourt es va obrir a la dècada del 1970. Aquesta carretera continua cap al nord de la ciutat fins a Jos, via Makurdi. La ciutat té dues altres carreteres: la A232 uneix Enugu amb Benin City, Asaba i Onitsha. i la A343 que uneix la ciutat amb Abakaliki.

## Personalitats notables

### Polítics
- Ayogu Eze, Senador de l'estat d'Enugu.
- Chimaroke Nnamani, exgobernador de l'Estat d'Enugu.

### Art
- Dilomprizulike (Dil Humphrey-Umezulike). Escultor, pintor i artista performance contemporani.
- Ada Udechukwu, artista i poeta.

### Literatura
- Chimamanda Ngozi Adichie, escriptora.
- Adaobi Tricia Nwaubani, novel·lista que va guanyar el Premi d'escriptors de la Commonwealth.
- Chika Unigwe, escriptora en llengua anglesa i alemanya.

### Músics i cantants
- 2face Idibia. Cantant i músic de hip hop, reggae i afrobeat.
- Flavour N'abania, cantant i compositor d'estil musical highlife i d'afrobeat.
- Sonny Okosun, músic famós a les dècades del 1970 i 1980. Els seus estils foren el reggae, l'highlife, l'afro-funk i el gospel, enre d'altres.

### Actors
- Nkem Owoh, actor i comediant, guanyador del African Movie Academy Award.

### Esports

#### Futbolistes
- Festus Agu, futbolista retirat.
- Vincent Abaye, futbolista.
- Nnaemeka Ajuru, futbolista, jugador actual del club serbi Fudbalski Klub Vojvodina.
- Ugo Ihemelu. Futbolista professional, actualment jugador del FC Dallas.
- Chikelue Iloenyosi, futbolista professional internacional.
- Charles Newuche, futbolista professional, jugador actual del Yangon United Football Club.
- Greg Nwokolo, futbolista professional.
- Chinedu Obasi, futbolista professional internacional, actualment jugador del Fußballclub Gelsenkirchen-Schalke 04.
- Obiora Odita, futbolista professional, actualment jugador de la Lliga kazakha de futbol.
- Félix Ogbuke, futbolista professional actualment jugador del KP Legia Warszawa.
- Francis Okaroh, futbolista professional retirat.
- Augustine Okocha, futbolista professional internacional.
- Charles Okonkwo, futbolista professional internacional retirat.
- Stanley Okoro, futbolista professional internacional, actualment jugador de la Unión Deportiva Almería B.
- Ifeanyi Victor Onyilo, futbolista professional retirat.
- Nduka Ozokwo, futbolista professional, actualment jugador del club turc Mersin İdman Yurdu.
- Peter Utaka, futbolista professional internacional, actualment jugador de la Lliga xinesa de futbol.
- Kenneth Zeigbo, futbolista professional internacional que va jugar a les lligues de Polònia i d'Itàlia.

#### Altres esports
- Donald Igwebuike. Jugador de futbol americà professional que jugà als Estats Units.
- Emmanuel Nwodo, boxejador professional.
- Christian Okoye, jugador de futbol americà professional retirat.
- Chima Ugwu, atleta llançador de pes i de disc. Guanyador en dues ocasions dels Campionats africans d'atletisme.